# Orland Hills (Illinois)
Orland Hills est un village situé dans le comté de Cook en proche banlieue de Chicago dans l'État de l'Illinois aux États-Unis.